# Vilha
Vilha je ukrajinski teški višecijevni bacač raketa koji ispaljuje vođene projektile. Dizajnirao ga je Dizajnerski ured Luč 2010-ih godina, a temeljio se na raketnom lansirnom sustavu BM-30 Smerch. Vilkha je ušao u službu u ukrajinskim oružanim snagama 2018. godine.

## Operativna uporaba
Koristi dvije noge za stabilizaciju kamiona tijekom pucanja. Ima četveročlanu posadu i može ispaliti sve projektile unutar 45 sekundi. Nominalna je brzina kamiona 100 km/h s turbo dizel motorom YaMZ-7511.10. Tvrdi se da rakete imaju mikromotore koji povećavaju domet i održavaju rakete stabilnima u letu. Ima automatski i ručni sustav upravljanja paljbom.

## Tehnički podaci

### Raketa
- Kalibar: 300 mm
- Maksimalni domet: 70 km Vilkha, 130 km Vilkha-M, 141 km Vilkha-M2 (u razvoju)
- Preciznost: CEP 10 – 30 m (ovisno o dometu)
- Težina bojeve glave: 250 kg Vilkha, 170 kg Vilkha-M/M2
- Navođenje: Neodređeno, ali se ne oslanja na GPS.[3]

## Galerija
- Ukrajinski taktički raketni sustav Vilkha, proba za vojnu paradu za Dan neovisnosti u Kijevu, 2018.
- Ukrajinski taktički raketni sustav Vilkha, proba za vojnu paradu za Dan neovisnosti u Kijevu, 2018.
- Ukrajinski taktički raketni sustav Vilkha, proba za vojnu paradu za Dan neovisnosti u Kijevu, 2018.

## Vanjske poveznice
- "Alder-M": what will be the "missile shield" of Ukraine. radiosvoboda.org. Radio Free Europe/Radio Liberty. 14. travnja 2020. Pristupljeno 5. siječnja 2022.